# San Roque, Filippinerna
San Roque (Bayan ng San Roque) är en kommun i Filippinerna. Kommunen ligger på ön Samar, och tillhör provinsen Norra Samar. Folkmängden uppgår till 19 845 invånare.

## Barangayer
San Roque är indelat i 16 barangayer.
| - Balnasan - Balud - Bantayan - Coroconog - Dale - Ginagdanan - Lao-angan - Lawaan | - Malobago - Pagsang-an - Zone 1 (Pob.) - Zone 2 (Pob.) - Zone 3 (Pob.) - Zone 4 (Pob.) - Zone 5 (Pob.) - Zone 6 (Pob.) |